# Тукудека
Тукудека, тукудика, туккутикка — индейское племя в США, известное также как «Едоки овец». Проживали по склонам хребта Сотут, на территории современных округов Бойсе и Кастер. Относятся к горным племенам северных шошонов.

## История
В XIX веке тукудека проживали вдоль реки Салмон в горах Сотут, также некоторые общины обитали на территории Вайоминга в районе современного Йеллоустонского национального парка. В 1824 году они впервые встретили белых людей — маунтинмены охотились на бобров до 1840-х годов. В 1860 году на землях тукудека было открыто золото и американские старатели наводнили их земли. К 1870 году золотоискатели насчитывали уже более 7000 человек, они вырубали лес и распугивали дичь, обрекая шошонов на голод.
В 1870 году тукудека, которые проживали в Вайоминге, объединились с восточными шошонами. Летом 1878 года индейцев обвинили в убийстве двух белых у Пирсолл-Крик. В феврале 1879 года около Лун-Крик были убиты пять китайских шахтёров, а  в мае 1879 года двое владельцев ранчо в южной части реки Салмон. Несмотря на полное отсутствие доказательств, в этих убийствах обвинили тукудека. Американское правительство отправило карательную экспедицию против индейцев, что привело к вооружённому конфликту, который стал известен как Война Едоков овец. К 1 октября 1979 года военная кампания против тукудека завершилась. Американские военные, вместе с группой из двадцати скаутов юматилла, договорились о капитуляции 51 мужчины, женщин и детей, которых, позднее, отправили в резервацию Форт-Холл.